# بورس اوراق بهادار
بهابازار (به فرانسوی: bourse) یا بورس اوراق بهادار (به انگلیسی: Stock exchange) بازار رسمی و سازمان‌یافتهٔ سرمایه است که در آن خرید و فروش سهام شرکت‌ها و اوراق بهادار تحت ضوابط، قوانین و مقررات خاصی انجام می‌شود. تعیین قیمت سهام در بورس، بر اساس عرضه و تقاضا صورت می‌گیرد. در بورس اوراق بهادار، یک سرمایه‌گذار می‌تواند با سرمایه هرچند کوچک خود، در شرکتهای پذیرفته‌شده در بورس سرمایه‌گذاری نماید. سرمایه‌گذاران بورس، برای خرید و فروش سهام می‌بایست این کار را از طریق شرکت‌های کارگزاری بورس انجام دهند. سرمایه‌گذاری در بورس نیازمند دانش و مهارت است.

## نگارخانه

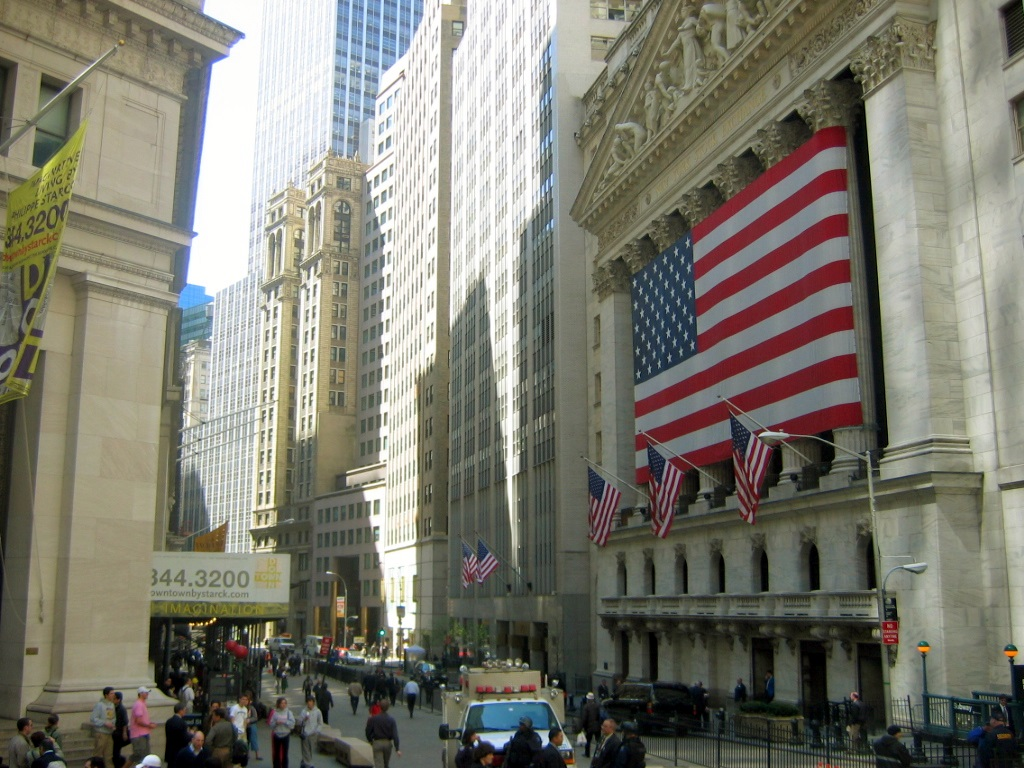
بورس نیویورک در وال استریت شهر نیویورک، بزرگترین بورس جهان بر پایه ارزش بازار شرکت‌های پذیرفته شده
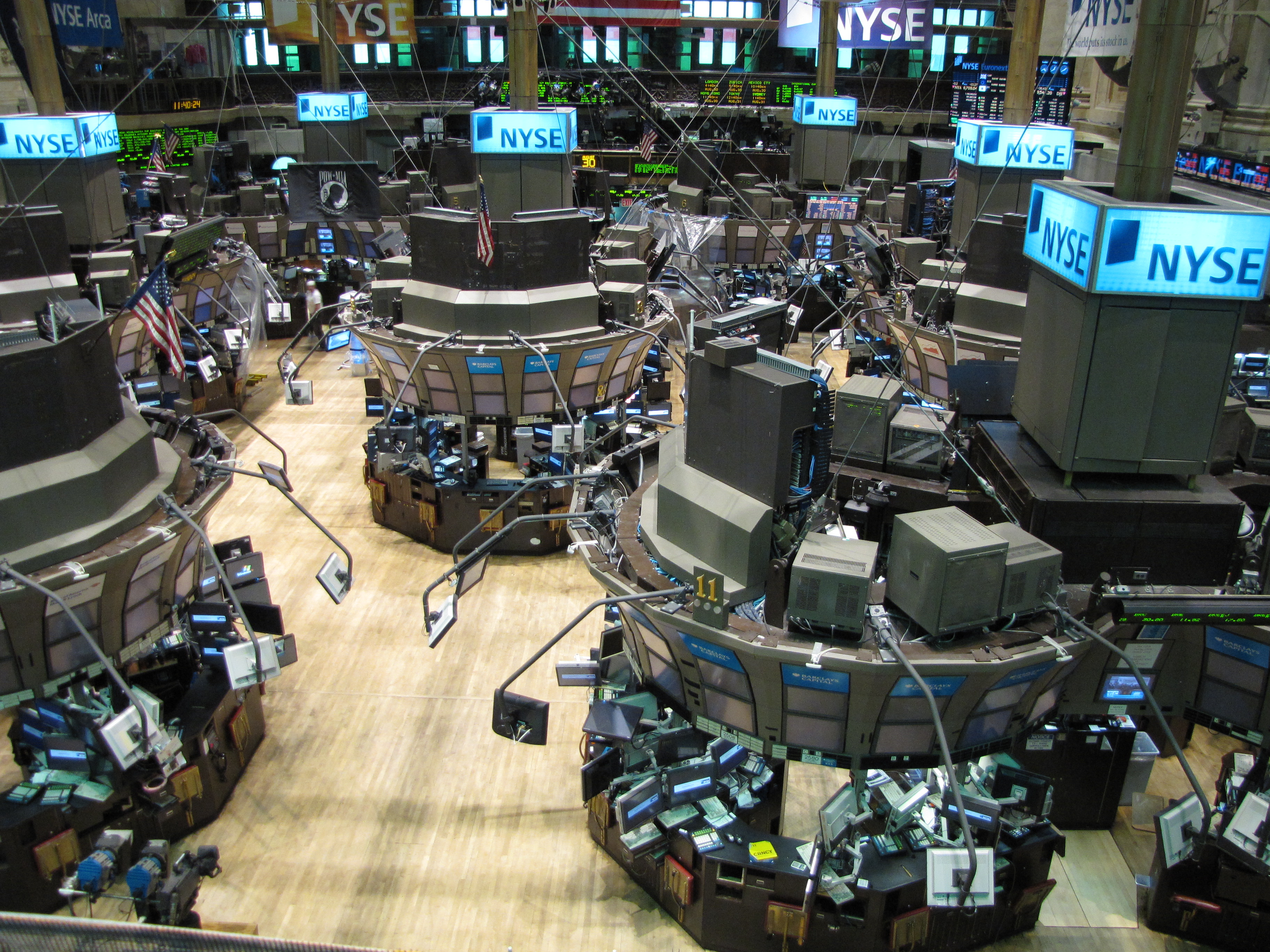
تالار بورس نیویورک
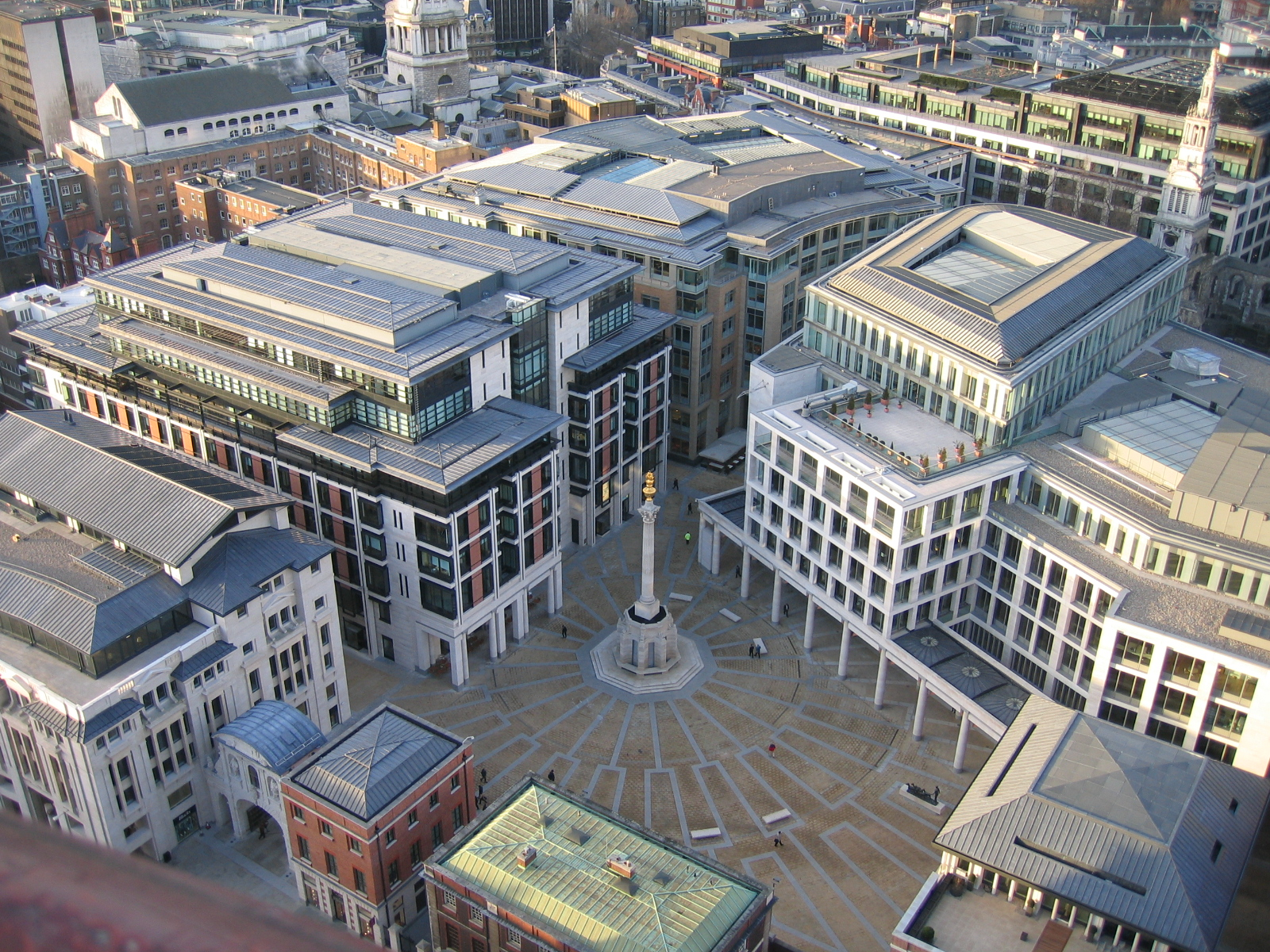
بورس لندن
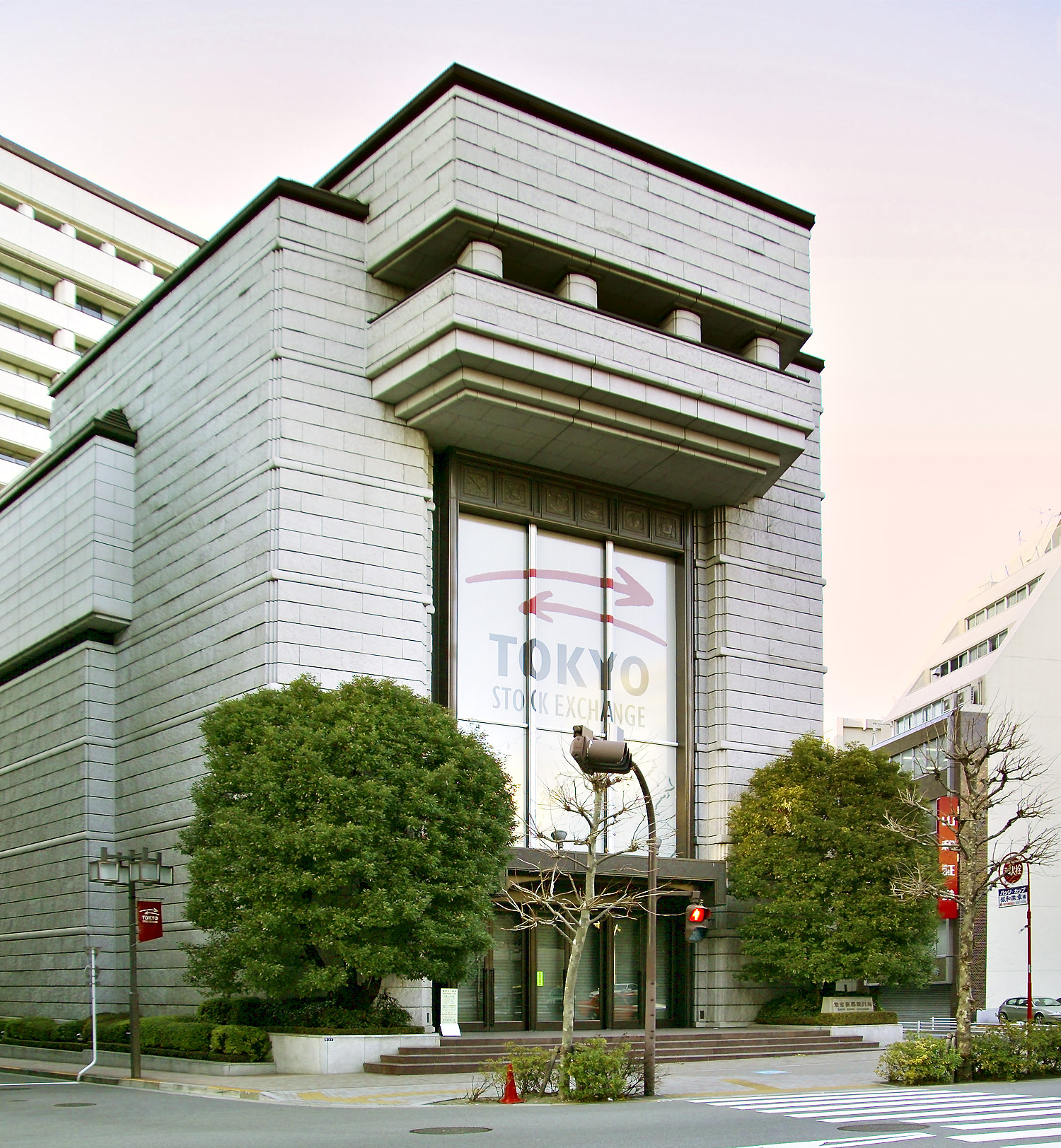
بورس توکیو
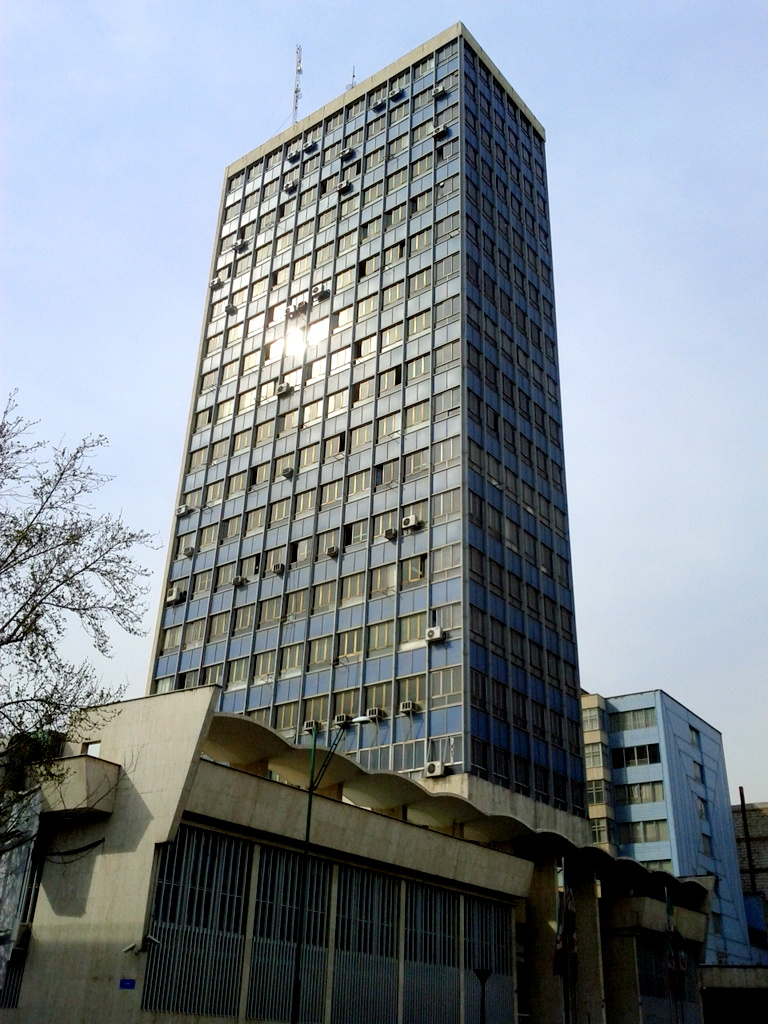
ساختمان سابق بورس اوراق بهادار تهران در خیابان حافظ

## بازارهای بورس
- بورس اوراق بهادار تهران
- نزدک
- بازار بورس نیویورک
- فارکس